# Инферно (Ден Браун)
Инферно (енгл. Inferno) је роман који је написао амерички писац Ден Браун (енгл. Dan Brown). Роман је издат 2013. године.